# 129811 Stacyoliver
129811 Stacyoliver este o planetă minoră (asteroid) din centura de asteroizi. A fost descoperită pe 11 iunie 1999 la Catalina Station⁠(d) de Catalina Sky Survey. 
Obiectul prezintă o orbită caracterizată de o semiaxă mare de 2,2533501566366 UAi, o excentricitate de 0,11, o înclinație de 5,2 ° în raport cu ecliptica.